# Oogprothese

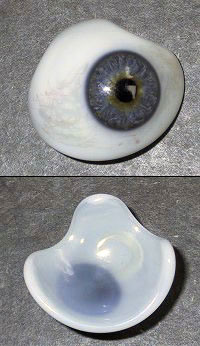
Voor- en achteraanzicht van een glazen oog

Een oogprothese, ook wel kunstoog genoemd, is een prothese ter vervanging van een oog. Hoewel lang niet alle kunstogen van glas zijn wordt de benaming glazen oog ook nog wel gebruikt. Kunstogen waarmee de drager daadwerkelijk kan zien, bestaan vooralsnog niet.
De eerste vermelding van de toepassing van een glazen oog dateert van 1579 toen in de oogkas van een patiënt, een in Venetië vervaardigde glazen knikker werd aangebracht. Moderne oogprotheses worden gemaakt van glas of van kunststof. Ze zijn niet meer volledig bolvormig maar vervangen slechts het zichtbare deel van de oogbol. De rest van de oogkas is gevuld met littekenweefsel.
Geavanceerdere prothesen vervangen de oogbol door een kunststof bol waaraan de oogspieren weer worden bevestigd, zodat het oog meebeweegt. Hierop wordt dan een losse schaal geplaatst die kan worden verwisseld en die gemodelleerd is op de kleur van het andere oog.

## Beroemdheden met een kunstoog
- Sammy Davis jr. - Amerikaans entertainer. Verloor op 29-jarige leeftijd zijn linkeroog bij een auto-ongeluk.
- Koningin Emma - Echtgenote van Willem III.
- Peter Falk - Amerikaans filmacteur. Verloor zijn rechteroog op 3-jarige leeftijd ten gevolge van een tumor.
- Johnny Jordaan - Nederlands zanger. Verloor op negenjarige leeftijd zijn linkeroog door een stoeipartij met zijn neef Carel Verbrugge (alias Willy Alberti).
- Claus Schenk von Stauffenberg - Duitse kolonel die laatste moordpoging op Hitler deed. Verloor linkeroog bij een beschieting door geallieerde jachtbommenwerpers.
- Fetty Wap - Amerikaanse artiest bekend van zijn nummer Trap Queen